# Чемпіонат світу з фехтування 2019
Чемпіонат світу з фехтування 2019 року пройшов у Будапешті, Угорщина, з 15 по 23 липня під егідою Міжнародної федерації фехтування. На турнірі було розіграно 12 комплектів нагород: в індивідуальній та командній першостях із фехтування на шпагах, рапірах та шаблях серед чоловіків та жінок.

## Розклад[1]
| ● | Церемонія відкриття | ● | Кваліфікація | ● | Фінали | ● | Церемонія закриття |

| Липень               | Липень               | 15       | 16       | 17       | 18       | 19       | 20       | 21       | 22       | 23       | Загалом |
| -------------------- | -------------------- | -------- | -------- | -------- | -------- | -------- | -------- | -------- | -------- | -------- | ------- |
| Церемонії            | Церемонії            |          |          |          | ●        |          |          |          |          | ●        |         |
| Індивідуальна рапіра | Індивідуальна рапіра |          | Жінки    | Чоловіки |          | Жінки    | Чоловіки |          |          |          | 2       |
| Індивідуальна шпага  | Індивідуальна шпага  | Жінки    | Чоловіки |          | Жінки    | Чоловіки |          |          |          |          | 2       |
| Індивідуальна шабля  | Індивідуальна шабля  | Чоловіки |          | Жінки    | Чоловіки |          | Жінки    |          |          |          | 2       |
| Командна рапіра      | Командна рапіра      |          |          |          |          |          |          |          | Жінки    | Чоловіки | 2       |
| Командна шпага       | Командна шпага       |          |          |          |          |          |          | Жінки    | Чоловіки |          | 2       |
| Командна шабля       | Командна шабля       |          |          |          |          |          |          | Чоловіки |          | Жінки    | 2       |
| Загалом              | Загалом              | 0        | 0        | 0        | 2        | 2        | 2        | 2        | 2        | 2        | 12      |

## Медальний залік
| Місце   | Країна          | Золото | Срібло | Бронза | Загалом |
| ------- | --------------- | ------ | ------ | ------ | ------- |
| 1       | Росія           | 3      | 3      | 1      | 7       |
| 2       | Франція         | 2      | 3      | 0      | 5       |
| 3       | Південна Корея  | 2      | 0      | 2      | 4       |
| 4       | Угорщина        | 1      | 2      | 0      | 3       |
| 5       | Україна         | 1      | 1      | 2      | 4       |
| 6       | КНР             | 1      | 1      | 0      | 2       |
| 7       | США             | 1      | 0      | 1      | 2       |
| 8       | Бразилія        | 1      | 0      | 0      | 1       |
| 9       | Італія          | 0      | 1      | 7      | 8       |
| 10      | Велика Британія | 0      | 1      | 0      | 1       |
| 11      | Греція          | 0      | 0      | 1      | 1       |
| 11      | Гонконг         | 0      | 0      | 1      | 1       |
| 11      | Іран            | 0      | 0      | 1      | 1       |
| 11      | Румунія         | 0      | 0      | 1      | 1       |
| 11      | Швейцарія       | 0      | 0      | 1      | 1       |
| Загалом | Загалом         | 12     | 12     | 18     | 42      |

## Призери

### Чоловіки
| Дисципліна           | Золото                                                                   | Срібло                                                           | Бронза                                                               |
| -------------------- | ------------------------------------------------------------------------ | ---------------------------------------------------------------- | -------------------------------------------------------------------- |
| Індивідуальна шпага  | Ґерґей Шіклоші                                                           | Сергій Біда                                                      | Андреа Сантареллі Ігор Рейзлін                                       |
| Командна шпага       | Франція Александр Бардене Яннік Борель Ронан Гюстен Даніель Жеран        | Україна Анатолій Герей Богдан Нікішин Ігор Рейзлін Роман Свічкар | Швейцарія Макс Хайнцер Лукас Малкотті Майкл Нігглер Беньямін Штеффен |
| Індивідуальна рапіра | Енцо Лефор                                                               | Маркус Мепстед                                                   | Сон Йон Кі Дмитро Жеребченко                                         |
| Командна рапіра      | США Майлз Чемлі-Вотсон Рейс Імбоден Александер Массіалас Герек Мейнгардт | Франція Ерван Ле Пешу Енцо Лефор Жульєн Мертен Максім Поті       | Італія Джорджо Авола Андреа Кассара Алессіо Фоконі Даніеле Гароццо   |
| Індивідуальна шабля  | О Сан Ук                                                                 | Андраш Сатмарі                                                   | Мойтаба Абедіні Лука Куратолі                                        |
| Командна шабля       | Південна Корея Ку Бон Гіль Ха Хан Соль Кім Джун Хо О Сан Ук              | Угорщина Тамаш Дечі Чанад Гемеші Андраш Сатмарі Арон Сіладьї     | Італія Енріко Берре Лука Куратолі Альдо Монтано Луїджі Самеле        |

### Жінки
| Дисципліна           | Золото                                                                             | Срібло                                                                  | Бронза                                                              |
| -------------------- | ---------------------------------------------------------------------------------- | ----------------------------------------------------------------------- | ------------------------------------------------------------------- |
| Індивідуальна шпага  | Наталі Моельхаузен                                                                 | Лінь Шен                                                                | Олена Кривицька Вівіан Конг                                         |
| Командна шпага       | КНР Лінь Шень Сунь Івень Сюй Аньці Жу Міньгі                                       | Росія Тетяна Андрюшина Віолетта Храпіна Віолетта Колобова Любов Шутова  | Італія Аліче Клеріці Росселла Ф'ямінго Федеріка Ізола Мара Наваррія |
| Індивідуальна рапіра | Інна Дериглазова                                                                   | Полін Ранв'є                                                            | Аріанна Ерріго Еліза ді Франциска                                   |
| Командна рапіра      | Росія Інна Дериглазова Анастасія Іванова Лариса Коробейникаова Аделіна Загідулліна | Італія Еліза ді Франциска Аріанна Ерріго Франческа Палумбо Аліче Вольпі | США Жаклін Дубровіч Лі Кіфер Нзінга Прескод Ніколь Росс             |
| Індивідуальна шабля  | Ольга Харлан                                                                       | Софія Велика                                                            | Теодора Гунтура Б'янка Паску                                        |
| Командна шабля       | Росія Яна Єгорян Ольга Нікітіна Софія Позднякова Софія Велика                      | Франція Сесілія Бердер Манон Брюне Шарлотта Лембах Кароліна Кверолі     | Південна Корея Чой Су Йон Хван Сео На Кім Джі Йон Юн Джі Су         |